# Crassinarke
Crassinarke is een geslacht uit de onderfamilie van de sluimerroggen (Narkinae).
Het geslacht heeft maar één soort . Deze sluimerrog (ook wel slaaprog) leeft in het zuiden van de Japanse Zee en in de Zuid-Chinese Zee. Verder is er weinig over deze soort bekend. De soort werd in 1951 voor de wetenschap officieel beschreven.

## Soort
- Crassinarke dormitor Takagi, 1951